# Tahar Ben Jelloun
Tahar ben Jelloun (àrab: الطاهر بن جلون, aṭ-Ṭāhir ibn Jallūn) (Fes, Marroc, 1 de desembre de 1947) és un escriptor i poeta en llengua francesa, tot i que la seva llengua materna és l'àrab.

## Biografia
Durant la seva infantesa, va estudiar en una escola bilingüe àrab/francesa. Un cop finalitzats els estudis primaris, va continuar els seus estudis al Liceu de Tànger, culminant els estudis amb la carrera de filosofia a la Universitat Muhammad V de Rabat, on inicia la seva trajectòria literària escrivint el recull de poemes Hommes sous linceul de silence (1971). Més endavant, va exercir com a mestre de filosofia al Marroc, però l'any 1971 es va traslladar a França per l'arabització del sistema educatiu del seu país. Des de l'any 1972, participa en la publicació de nombrosos articles en diaris destacats, com ara Le Monde, El País, La Vanguardia i el Corriere della Sera.
L'any 1975 es va doctorar en psiquiatria social. Arran d'aquests estudis, va publicar la seva obra La réclusion solitaire, l'any 1976. No va ser fins al 1985 que va obtenir reconeixement internacional amb la seva obra L'infant de sorra i la continuació d'aquesta obra, La nit sagrada, li atorgà el premi Goncourt, l'any 1987. El 6 de maig del 2008 fou escollit membre de l'Acadèmia Goncourt.

## Obres
- Hommes sous linceul de silence, 1971, poesia
- Harrouda, Denoël, 'Les Lettres Nouvelles' 1973, novel·la
- La réclusion solitaire, Denoël 'Les Lettres Nouvelles'; Seuil 'Points' P161 1976, novel·la
- Les amandiers sont morts de leurs blessures, Maspero 'Voix'; Seuil 'Points Roman' R218 1976, poesia. Premi de l'Amistat Francoàrab
- La mémoire future, Maspero 'Voix' 1976.
- La plus haute des solitudes, Seuil 'Combats' i 'Points' P377 1977, novel·la
- Moha le fou, Moha le sage, Seuil 'Points') 1978, novel·la.
- À l'insu du souvenir, Niaspero 'Voix' 1980, poesia
- La prière de l'absent, Seuil 1981, novel·la
- L'écrivain public, Seuil 'Points' P428 1983, relat
- Hospitalité française, Seuil 'L'histoire immédiate' i 'Points actuels' A65 1984
- La Fiancée de l'eau, seguit d'Entretiens avec M. Saïd Hammadi ouvrier algérien, Actes Sud 1984, teatre
- L'enfant de sable, Seuil 'Points'P7, 1985, novel·la (L'infant de sorra, traducció de Joan Casas, Edicions 62 1995, ISBN 84-297-3911-4)
- La nuit sacrée, Seuil 'Points' P113, 1987, novel·la, premi Goncourt. (La nit sagrada. Barcelona: Ed. 62, 2000. Traducció de Joan Casas.)
- Jour de silence à Tanger, Seuil 'Points' P160 1990, relat. (Dia de silenci a Tànger. Barcelona: Ed. 62 [El confident, 4], 1989. Traducció de Joan Casas.)
- Les yeux bassés, Seuil 'Points' P359 1991, novel·la. (Amb la mirada baixa. Barcelona: Ed. 62, 1991 [El confident, 14]. Traducció de Joan Casas.)
- Alberto Giacometti, Flohic 1991.
- La remontée des cendres, Seuil 'Points roman' R6251991, poema
- L'ange aveugle, Seuil 'Points' P64, 1992. Contes en forma de novel·la. (L'àngel cec. Barcelona: Ed. 62, 1993 [El confident, 21]. Traducció de Joan Casas.)
- L'homme rompu, Seuil 'Points' P116 1994, novel·la. (L'home romput. Barcelona: Ed. 62, 1994 [El confident, 25]. Traducció de Joan Casas.)
- Elogi de l'amistat. Barcelona: Empúries, 2000. Traducció al català de María Simón Rojas. Títol original: (Éloge de l'amitié) 1994.
- La soudure fraternelle, Arléa 1994
- Poésie complète, Seuil 1995
- Le premier amour est toujours le dernier, Seuil 'Points' P278 1995, contes.
- Les raisins de la galère, Fayard 'Libre' 1996, novel·la
- La noche del pecado (La Nuit de l'erreur, Seuil) 1997, novel·la. Alfaguara 1998
- Els nàufrags de l'amor. Barcelona: Empúries, 2000. Traducció d'Irene Fustagueras
- El racisme explicat a la meva filla. Barcelona: Empúries, 2001. Traducció d'Ernest Folch. Títol original: Le racisme expliqué à ma fille. Seuil, 1997.
- L'auberge des pauvres, Seuil 'Points' P746) 1997, novel·la. Alfaguara, 2000
- Una absència enlluernadora de llum (Cette aveuglante absence de lumière, Seuil) 2001, novel·la. RBA Libros, 2001
- L'Islam explicat als nostres fills (L'Islam expliqué aux enfants, Seuil) 2002. RBA Libros, 2002 Amours sorcières, 2003
- Le dernier ami, Seuil, 2004.  (L'últim amic Empúries, 2005, traduit per Mia Tarradas.)
- La belle au bois dormant, Seuil 2004
- Partir, novel·la. Barcelona: Empúries, 2006. Traducció al català de Laura Escorihuela. Títol original: Partir. París: Gallimard, 2005.
- L'ecole perdue, Gallimard 'Folio Junior'
- No entiendo el mundo árabe, El Aleph, 2008
- La meva mare (Sur ma mère, Gallimard) 2008, El Aleph 2009
- Au Pays, Gallimard 2009, novel·la
- Marabouts, Maroc (text de l'àlbum de fotos), Gallimard 2009
- Beckett et Genet, un thé à Tanger, Gallimard 2010
- Jean Genet, menteur sublime, Gallimard 2010
- L'insomnie, Gallimard 2019
- Le miel et l'amertume, Gallimard 2021

### L'infant de sorra
L'infant de sorra (L'enfant de sable) és una de les seves novel·les més importants, publicada per primer cop l'any 1985. Escrita originalment en francès, s'ha traduït a més de 40 llengües, inclòs el català (Edicions 62). La segona part d'aquesta història va ser publicada l'any 1987 (La nuit sacrée), i guanyà a França el prestigiós premi Goncourt, un premi que representà per primer cop el reconeixement d'un autor d'origen magribí l'obra del qual fa íntegrament referència al seu país natal.
L'infant de sorra és una història senzillament increïble, angoixant, sòrdida i al mateix temps dotada del realisme oníric dels malsons més retorçats en el marc suggeridor de les Mil i una nits: la famosa plaça de Marràqueix. I ens arriba sota el guiatge d'un contacontes que, amb prou feines, aconsegueix digerir la increïble existència de Zahra/Ahmed.
Ofegat per les tradicions i el pes de l'herència, Haij Ahmed visita els fetillers més sinistres per tal d'acabar amb el capritx de la natura que sembla decidida a no oferir-li l'hereu tan desitjat. Cada nou infantament que es produeix a casa d'Ahmed, la seva ànima es cobreix de dol, de ràbia i d'impotència, alimentant d'aquesta manera la seva bogeria i responsabilitzant la seva dona de la desgràcia de no ser capaç de parir un fill mascle. La pressió social i familiar, així com la importància de l'herència, porten aquest pare desesperat a prendre una decisió irracional: el proper infantament, el vuitè, serà el d'un mascle sigui quin sigui el seu sexe. Però la natura, inflexible davant d'aquesta aberració, nega el miracle i determina sense compassió el sexe del nounat: una filla.
Cegat i ofuscat, Haj Ahmed veu en aquest nou ésser el fill tan desitjat que li tornarà l'honor i el respecte i, fins i tot, prepararà minuciosament el dia de la festa de la circumcisió on aconsegueix tacar els llençols en l'escissió del prepuci inexistent. Tothom celebra aquest ritual però ningú s'adona que el progenitor porta una bena al seu dit i que la sang vessada, lluny de ser la del seu fill, és la seva. La mare, còmplice forçada i silenciosa d'aquesta esquizofrènia, embogeix lentament a mesura que Ahmed/Zahra creix sense pits, ovul·la ignorant-ho i acaba fins i tot casant-se amb la seva cosina. Només amb la mort del pare, Ahmed/Zahra encetarà un viatge sense tornada. Un viatge a la recerca de la identitat que li va ser estripada en néixer i que la portarà a submergir-se en l'infern més tenebrós de la condició humana en una societat que no és capaç de veure's ni d'acceptar-se a si mateixa.
«Aquesta història té alguna cosa de la nit; és fosca i tanmateix plena d'imatges; hauria d'afluir en una llum, feble i suau; quan arribem a trenc d'alba serem alliberats, haurem envellit una nit, llarga i feixuga, un mig segle i algunes fulles blanques escampades al pati de marbre blanc de la nostra casa de records.»

## Premis i reconeixements
- Premi de l'Amistad Franco-Àrab 1976 per Les amandiers sont morts de leurs blessures
- Premi dels bibliotecaris de França 1978 per Moha le fou, Moha le sage
- Premi Radio Monte Carlo 1978 per Moha le fou, Moha le sage
- Premi Goncourt 1987 per La nit sagrada
- Doctor Honoris Causa per la Universitat de Lovaina, 1993
- Premi Global Tolerance 1998 de l'ONU per El racisme explicat a la meva filla
- Premi Internacional de Literatura IMPAC de Dublín de l'any 2004 per Una absència enlluernadora de llum
- Prix Ulysse 2005 pel conjunt de la seva obra
- Legió d'Honor, Gran Oficial, 2008
- Doctor Honoris Causa per la Universidad de Mont-real, 2008
- Premi Internacional de Poesia Argana 2010, concedit per la Casa de Poesia de Marroc